# 전홍좌

전홍좌 (錢弘佐, 928년 8월 14일(음력 7월 26일) ~ 947년 6월 22일(음력 6월 2일), 재위 : 941년 ~ 947년)는 오대십국시대 오월의 제3대 국왕이다. 묘호는 성종(成宗)이며, 시호는 충헌왕(忠獻王)이다. 자(字)는 원우(元祐)이다.

## 생애
전원관의 사후 6남 전홍좌(錢弘佐)가 뒤를 이었다.
946년 남쪽의 민은 내분이 발생해 혼란에 빠지고, 이를 틈타 남당군이 공격해 오자, 민은 오월에게 구원을 요청했다. 그러나 오월은 오히려 민을 공격하여 복건의 북쪽의 요충인 복주(福州)을 점령했다.
다음해 전홍좌가 죽고, 동생 전홍종(錢弘倧)이 뒤를 이었다. 전홍종은 군인들을 장악하는 데 실패하여 948년 반란이 일어나 전홍종은 퇴위 당하고 동생 전홍숙(錢弘俶)이 제위를 얻었다.

## 가족 관계

### 정실
| 봉호       | 시호               | 이름(성씨) | 별칭 | 재위년도 | 생몰년도 | 비고 |
| ---------- | ------------------ | ---------- | ---- | -------- | -------- | ---- |
| 부인(夫人) | 문헌부인(文獻夫人) | 두씨(杜氏) |      |          |          |      |
| 원비(元妃) |                    | 앙씨(仰氏) |      |          |          |      |

### 왕자
| - | 봉호           | 시호 | 이름       | 생몰년도      | 생모 | 별칭 | 비고 |
| - | -------------- | ---- | ---------- | ------------- | ---- | ---- | ---- |
| 1 | 부수후(富水侯) |      | 전욱(錢昱) | 943년 ~ 999년 |      |      |      |
| 2 | 서평후(西平侯) |      | 전욱(錢郁) |               |      |      |      |

## 참고 문헌
- 《십국춘추》(十國春秋)
- 《자치통감》(資治通鑑)
- 《신오대사》(新五代史)

| 전 임 전원관 | 제3대 오월의 국왕 941년 ~ 947년 | 후 임 전홍종 |